# Lucie de Lammermoor
Lucie de Lammermoor es una ópera en francés, la versión revisada por Gaetano Donizetti de la ópera original Lucia di Lammermoor, que se había estrenado en Nápoles en 1835. La versión francesa se estrenó el 6 de agosto de 1839 en el Théâtre de la Renaissance de París.
Lucie no es la traducción literal de Lucia. En la versión francesa, Alisa (acompañante de Lucia) ha desaparecido, reforzando el aislamiento de la heroína que se encuentra como sola personaje femenina. El papel del capellán Raymond, que le muestra conmiseración, es igualmente reducido en relación con la versión italiana, en beneficio especialmente del de Henri. El personaje de Gilbert está más desarrollado (reemplazando a Alisa, interpreta el papel de agente doble al lado de Lucie, pretendiendo servir sus amores para traicionarla mejor).
La tesitura de la Lucie francesa es más agudo que el de su homóloga italiana, el medio menos solicitado. 
El aria "Regnava nel silenzio" es reemplazada por la cavatina "Que n'avons-nous des ailes", menos sombría, extraído de la ópera Rosmonda d'Inghilterra del mismo Donizetti.